# Vasco Live 2026
Il Vasco Live 2026 sarà una tournée del cantautore italiano Vasco Rossi, che si svolge in cinque città italiane dal 5 giugno 2026 al 29 giugno 2026. Saranno previste cinque tappe, con due date ciascuna.

## Date
| Data              | Città   | Luogo                        | Biglietti venduti | Note |
| ----------------- | ------- | ---------------------------- | ----------------- | ---- |
| 5 giugno 2026     | Ferrara | Parco urbano Giorgio Bassani |                   |      |
| 6 giugno 2026     | Ferrara | Parco urbano Giorgio Bassani |                   |      |
| 12 giugno 2026    | Olbia   | Olbia Arena                  |                   |      |
| 13 giugno 2026    | Olbia   | Olbia Arena                  |                   |      |
| 18 giugno 2026    | Bari    | Stadio San Nicola            |                   |      |
| 19 giugno 2026    | Bari    | Stadio San Nicola            |                   |      |
| 23 giugno 2026    | Ancona  | Stadio Del Conero            |                   |      |
| 24 giugno 2026    | Ancona  | Stadio Del Conero            |                   |      |
| 28 giugno 2026    | Udine   | Bluenergy Stadium            |                   |      |
| 29 giugno 2026    | Udine   | Bluenergy Stadium            |                   |      |
| Totale spettatori |         |                              |                   |      |